# 크로니클-텔레그래프 컵
크로니클-텔레그래프 컵(Chronicle-Telegraph Cup)은 1900년에 미국 프로 야구의 포스트시즌 경쟁의 승자에게 주어졌던 은색의 컵이다. 1900년에만 치러진 이 시리즈는 오늘날의 월드 시리즈의 선구적인 것이다. 이 시리즈는 당시 미국의 유일한 메이저 리그였던 내셔널 리그의 2위 피츠버그 파이리츠와 1위 브루클린 수퍼바스 사이에 치러졌다.

## 같이 보기
- 월드 시리즈
- 템플 컵